# Ordbog over det danske Sprog
Ordbog over det danske Sprog (ODS) er en dansk ordbog for perioden 1700-1955, udgivet af det Danske Sprog- og Litteraturselskab. Den blev udgivet i 28 bind fra 1919 til 1956 og fem supplementsbind fra 1992 til 2005. Ordbogen er tilgængelig via ordnet.dk og sproget.dk.

## Historie
Værket blev grundlagt da Verner Dahlerup i 1881 begyndte en ordindsamling, og blev i 1915 overdraget til Lis Jacobsen, der gennemførte organiseringen af udgivelsen via Det Danske Sprog- og Litteraturselskab.:196 
Jacobsen var administrerende direktør sammen med Harald Juul-Jensen, mens Dahlerup derefter var seniorchef. Ordbogen er også blevet kaldt Dahlerups ordbog.
Den fysiske ordbog blev trykt i næsten 10.000 eksemplarer.
Fra 2004-2005 blev Ordbog over det danske Sprog digitaliseret og derefter lagt på nettet som en del af ordnet.dk. Digitaliseringen er sket efter inspiration fra den tilsvarende proces for Grimms Deutsches Wörterbuch. Det Danske Sprog- og Litteraturselskab hyrede et kinesisk firma i Nanjing til at indtaste samtlige sider to gange, hvor forskelle senere er blevet kontrolleret. Indtastningen er derefter blevet opmarkeret i XML. Ordbogen blev tilgængelig online i november 2005.
 Processen kostede omkring 800.000 kr. og blev valgt i stedet for en indscanning som ville have krævet mere efterbehandling.

## Ekstern henvisning
- Ordbog over det danske Sprog

| Bog | Spire Denne artikel om bøger og tidsskrifter er en spire som bør udbygges. Du er velkommen til at hjælpe Wikipedia ved at udvide den. |